# Tesho Akindele
Tesho Akindele (Calgary, 31 maart 1992) is een Canadees voetballer die bij voorkeur als aanvaller speelt. Hij tekende in 2014 een contract bij FC Dallas.

## Clubcarrière
Akindele werd als zesde gekozen in de MLS SuperDraft 2014 door FC Dallas. Op 12 april 2014 maakte hij tegen Seattle Sounders zijn debuut voor Dallas. In de zesentachtigste minuut verving hij David Texeira. In zijn eerste professionele seizoen maakte Akindele zeven doelpunten in zesentwintig wedstrijden. In november 2014 werd hij uitgeroepen tot "MLS Rookie of the Year". Zowel de clubs, spelers als de journalisten stemden het meest op hem; Akindele was daarnaast de eerste speler van FC Dallas die de prijs in ontvangst nam. Akindele besliste in het seizoen 2015 op 9 mei 2015 het competitieduel tussen Dallas en Los Angeles Galaxy door vier minuten voor tijd op aangeven van Mauro Díaz het beslissende doelpunt te maken (2–1), nadat negen minuten daarvoor de Panamees Blas Pérez FC Dallas op gelijke hoogte had gebracht.

## Interlandcarrière
In januari 2015 werd Akindele opgeroepen door bondscoach Jürgen Klinsmann voor een trainingsstage van het voetbalelftal van de Verenigde Staten, met oefeninterlands tegen Panama en Chili. Ten tijde van de wedstrijden bezat Akindele echter geen Amerikaans paspoort en kwam hij derhalve niet in actie. In juni 2015 koos hij voor het Canadees voetbalelftal. Zijn debuut voor Canada maakte Akindele op 11 juni 2015 in een interland in het kwalificatietoernooi voor het wereldkampioenschap voetbal 2018 tegen Dominica (0–2 winst). Vijf dagen later was hij een van de vier doelpuntenmakers in de returnwedstrijd (4–0 winst). Bondscoach Benito Floro nam Akindele eind juni op in de selectie voor de CONCACAF Gold Cup 2015, gehouden in de Verenigde Staten en Canada.
2 Munjoma ·
3 Martínez ·
4 Bressan ·
5 Quignón ·
6 Cerrillo ·
7 Obrien ·
8 Acosta ·
9 Ferreira ·
10 Ricaurte ·
11 Schön ·
12 Hollingshead ·
14 Burgess ·
16 Pepi ·
17 Vargas ·
18 Servania ·
19 Pomykal ·
20 Maurer ·
21 ElMedkhar ·
22 Twumasi ·
24 Hedges ·
25 Smith ·
26 Nelson ·
28 Redžić ·
29 Jara ·
30 Zobeck ·
31 Sealy ·
32 Che ·
80 Hernandez ·
99 Megiolaro ·
Coach: Gonzalez
· Assistent-coach: Luccin